# Magda (Brasile)
Magda è un comune del Brasile nello Stato di San Paolo, parte della mesoregione di São José do Rio Preto e della microregione di Auriflama.